# GEHAG

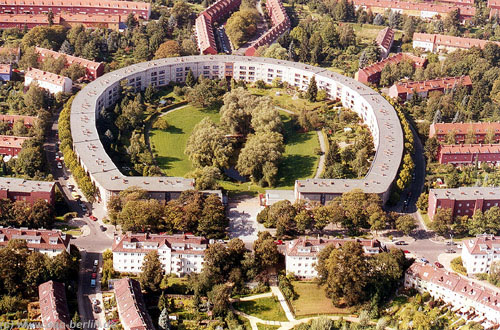
Hufeisensiedlung, erbaut zwischen 1925 und 1933, heute UNESCO-Welterbe

Die GEHAG GmbH ist ein Wohnungsunternehmen in Berlin. Ursprünglich 1924 als gemeinnützige Heimstätten-, Spar- und Bau-Aktiengesellschaft von Gewerkschaften, Baugenossenschaften und gemeinwirtschaftlichen Unternehmen gegründet, gehört sie seit 2007 zu Deutsche Wohnen. Das Wirken der GEHAG war sowohl sozial als auch architektonisch richtungsweisend.

## Geschichte
Am 14. April 1924 wurde die GEHAG von Martin Wagner und August Ellinger gegründet, um auf die Wohnraumkrise durch innovative Wohnkonzepte und genossenschaftliches Bauen zu reagieren. Die Architekten Bruno Taut und Otto Rudolf Salvisberg waren maßgeblich an der Gestaltung der ersten Projekte beteiligt. Die Wohnungen und Siedlungen waren nicht nur architektonisch richtungsweisend, sondern es wurden auch soziale Überlegungen in die Planungen einbezogen.
Nach der Machtübernahme der Nationalsozialisten wurde die GEHAG 1933 in die Deutsche Arbeitsfront eingegliedert, doch konnte sie nach dem Krieg wieder ihre Tätigkeiten aufnehmen, trotz zwischenzeitlicher Einstufung als Nazi-Organisation durch die Alliierten. Die Wiederaufnahme der Wohnungsbauprojekte in den 1950er Jahren, insbesondere in NRW und die Erweiterung der Hufeisensiedlung in Britz, markieren die fortgesetzte Bedeutung der GEHAG für den sozialen Wohnungsbau in Berlin.
Die Privatisierungswellen nach der Deutschen Wiedervereinigung und die Übernahme durch internationale Investoren wie Oaktree Capital Management und später Deutsche Wohnen zeugen von den wechselnden Eigentümerstrukturen, die die GEHAG im Laufe der Jahre erlebte. Die Deutsche Wohnen übernahm die Hufeisenform der bekannten Siedlung und erhob den Anspruch, die Mission der GEHAG fortzusetzen. Die Mieter sahen das jedoch anders – seit 2016 gab es vermehrt Proteste in den Siedlungen der Deutsche Wohnen. Beklagt wurde mangelhafte Instandhaltung, auf die in den historischen Kernbeständen mietsteigernde Modernisierung folgte. Aus einer Vernetzung verschiedener Mieterinitiativen entstand 2018 der Volksentscheid „Deutsche Wohnen & Co. enteignen“, der eine Rückführung der GEHAG und anderer Deutsche-Wohnen Bestände in öffentliches Eigentum forderte und dafür 2021 eine Mehrheit errang.

## Unternehmensstruktur

Namensaktie der GEHAG aus dem Jahr 1939 mit einem Nennbetrag von 1000 Reichsmark

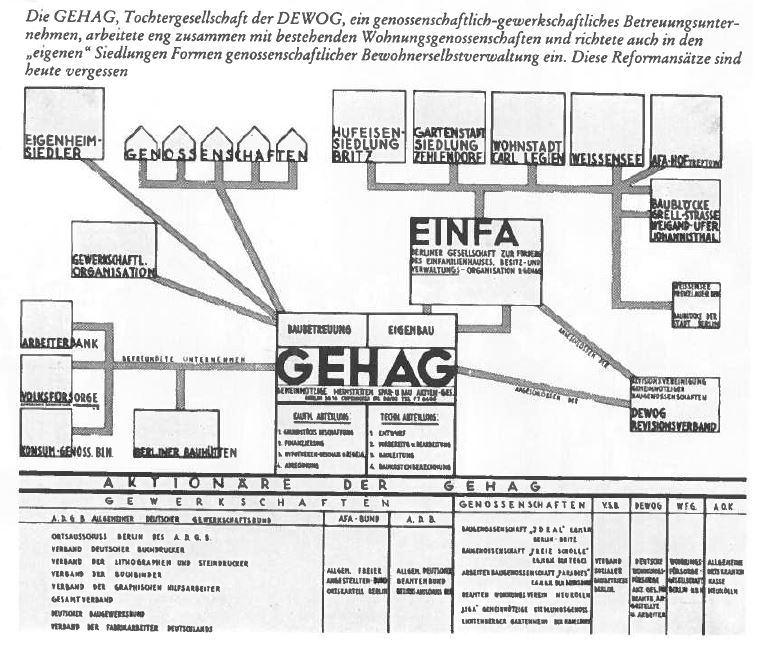
Schematische Darstellung der Unternehmensstruktur im Jahr 1930

Im Laufe ihrer Geschichte hat die GEHAG bedeutende strukturelle Veränderungen erfahren, insbesondere durch die Übernahme und Fusionen mit größeren Wohnungsunternehmen. 2007 wurde die GEHAG GmbH von der Deutsche Wohnen AG übernommen.
Die Übernahme der Deutsche Wohnen durch Vonovia führte 2021 zur Schaffung eines der größten Wohnungsunternehmen Europas, von dem die GEHAG heute ein Teil ist. Das stärkt ihre Kapazitäten und Ressourcen weiter und baut ihren Einfluss auf den Markt für sozialen und bezahlbaren Wohnraum aus.

## Bauten
Die von der GEHAG erbauten Wohnsiedlungen wie die Hufeisensiedlung (1925), die Waldsiedlung Zehlendorf (1926), Onkel Toms Hütte (1926–1932) und die Wohnstadt Carl Legien (1929) sind herausragende Beispiele des Neuen Bauens. Diese Siedlungen sind nicht nur aufgrund ihrer architektonischen Qualität bekannt, sondern auch wegen ihrer sozialen Innovationskraft und ihrer nachhaltigen Gemeinschaftsorientierung.
In den 1960er Jahren, unter der Leitung von Karl-Heinz Peters, entstand die Gropiusstadt, die als eines der ambitioniertesten Projekte der GEHAG gilt. Diese Großsiedlung reflektiert die Ideen von Walter Gropius zur städtischen Modernisierung und bietet bis heute ein Zuhause für tausende Berliner.
Die GEHAG war Pionier des genossenschaftlichen Wohnungsbaus, gegründet in einer Zeit sozialer und wirtschaftlicher Umwälzungen. Ihre Projekte waren aufgrund des starken Bevölkerungswachstums und der daraus resultierenden Wohnraumnot in Berlin besonders bedeutsam. Bruno Taut, der leitende Architekt der GEHAG, prägte durch seine visionäre Architektur in enger Zusammenarbeit mit Martin Wagner den Wohnungsbau der Weimarer Republik. Unter ihrer Ägide entstanden Bauten, die nicht nur für ihre innovative Architektur bekannt wurden, sondern auch soziale Ideale wie Licht, Luft und Sonne in den städtischen Wohnungsbau integrierten. So waren sie Pionierarbeiten für funktionalen, gesunden und dennoch bezahlbaren Wohnraum – mit ästhetischer Weltgeltung.
Das wohl bekannteste Projekt der GEHAG ist die Hufeisensiedlung in Neukölln, entworfen von Bruno Taut zwischen 1925 und 1933. Diese Siedlung ist nicht nur wegen ihrer ikonischen, hufeisenförmigen Anordnung der Gebäude bekannt, sondern auch als Teil der Berliner Moderne Wohnsiedlungen, die zum UNESCO-Welterbe zählen. Die Siedlung zeichnet sich durch farbenfrohe Fassaden und durchdachte Wohnkonzepte aus, die den Bewohnern ein hohes Maß an Lebensqualität bieten sollten. Die Siedlung wird abstrakt in den Logos von Gehag und Deutsche Wohnen aufgegriffen.
Ein weiteres bedeutendes Projekt ist die Wohnstadt Carl Legien in Prenzlauer Berg, gebaut 1928–1930. Diese Siedlung reflektiert die Prinzipien des Neuen Bauens mit einer Konzentration auf Funktionalität und sozialen Wohnraum. Die Siedlung ist geprägt durch eine klare, farbenfrohe Gestaltung und intelligente Raumplanung, die darauf abzielte, den Mietern neben privatem auch gemeinschaftlich nutzbarem Raum zu bieten.